# Robert Rasmussen (virksomhed)
Robert Rasmussen er et dansk malerfirma, der blev grundlagt i 1858. Det har tidligere været kongelig hof-dekorationsmaler.

## Historie
Firmaet er grundlagt den 11. marts 1858 af Bernhard Schrøder (1832-1888), hvis forretning i 1886 blev overtaget af Nielsen og Hansen (etableret 1879) og videreført under navnet Bernhard Schrøder, Nielsen & Hansen. Vilhelm Hansen (1852-1910) blev hof-dekorationsmaler.
I løbet af 1870'erne og 1880'erne blev Schrøders virksomhed et af hovedstadens mest fremgangsrige udsmyknings- og maleretablissementer, bl.a. på grund af storproduktion af imiteret gyldenlæder til genopførelsen af Frederiksborg Slot. I løbet af 1890'erne blev firmaet det største udsmykningsfirma i hovedstaden, og ud over fastansatte svende, ansatte man velrenommerede kunst- og dekorationsmalere til at udføre rumudsmykninger til enkelte opgaver. Ved store opgaver som f.eks. Frederiksborgs og Christiansborg Slots opførelse samarbejdede man med flere af byens store dekorationsmalerfirmaer om arbejdet.
Firmaet stod for fri stilkopiering i historicistisk smag, og dekorationerne blev udført med sans for malerisk effekt, komposition og figurtegning. En stor del af succesen skyldtes især samarbejdet med broderen, arkitekten Johan Schrøder og arkitekterne Vilhelm Dahlerup og Ferdinand Meldahl samt maleren C.N. Overgaard, som var kunstnerisk konsulent for virksomheden.
I 1923 sammensluttedes Robert Rasmussens forretning, etableret på Nørrebrogade nr. 45 i 1909, med det gamle firma, og Axel Nielsen (1882-?), søn af H. Chr. Nielsen, blev medindehaver af virksomheden, og i 1925 blev de begge udnævnt til kgl. hof-dekorationsmalere. I 1931 udtrådte Axel Nielsen af firmaet, og Robert Rasmussen (1884-1966) var eneindehaver, indtil han d. 1. januar 1950 optog sin ældste søn Einar Robert Rasmussen (7. maj 1909 - ?) som kompagnon.
Firmaet drev i året 1950 almindelig bygningsmalervirksomhed, men havde også værksteder for sprøjtemaling, skiltemaling, og fabrik for ægte og imiteret gyldenlæder (Dania Relief tapet) samt fabrik for vægtavlen "Tabula Danica".
Forretningens indregistrerede bomærke var indtil 2009 et skjold med tre farvetuber (de tre hovedfarver rød, gul og blå). Det nuværende bomærke består af selve firmanavnet samt en underliggende bjælke i diverse farver.
Siden 1982 har Robert Rasmussen været en del af V.S.L. Koncernen.
Firmaet lå tidligere i Amaliegade 3 og Sankt Gjertruds Stræde 6 E indre København, men er nu placeret på Mesterlodden 7-8 i Gentofte.